# レイアの選手一覧
レイアの選手一覧（レイアのせんしゅいちらん）は日本女子プロ野球機構のレイア（2015年までは「東北レイア」）に所属していた選手の一覧。なお、東北レイアの事実上の前身に当たる大阪ブレイビーハニーズにのみ所属した選手については大阪ブレイビーハニーズの選手一覧を参照。

## 引退・退団選手

### あ
- 青木悠華（2019）

### い
- 碇美穂子（2014）[1]
- 石黒貴美子（2019）

### お
- 岡田桃香（2019）

### か
- 鎌田乃愛（2020）
- 亀田織音（2020）

### く
- 黒長桃可（2020）

### こ
- 小笹優奈（2016）

### さ
- 坂口英里（2020）
- 坂原愛海（2020）

### す
- 鈴木ちなみ（2020）

### せ
- 関桃子（2020）

### た
- 高橋海音（2020）
- 竹内聖賀（2020）

### な
- 中川莉奈（2020）
- 中村柚葉（2020）

### ひ
- 東坊城夢来（2020）
- 平井菜生（2020）
- 平田紗希（2016）

### ほ
- 堀越美紀（2015）[2]

### ま
- 益田詩歩（2013）[3]

### み
- 三浦柚恵（2020）
- 三上実穂（2020）

### も
- 森淳奈（2020途）

### よ
- 米田咲良（2020）

## 移籍選手

### あ
- 浅野桜子（京都フローラに移籍）

### い
- 今井巴菜（京都フローラに移籍）
- 岩田きく（京都フローラに移籍）[4]

### え
- 海老悠（埼玉アストライアに移籍）
- 戎嶋美有（京都フローラ）

### お
- 奥村奈未（埼玉アストライアに移籍）[5]
- 小原美南（愛知ディオーネに移籍）

### か
- 甲斐田陽菜（京都フローラに移籍）

### き
- 金城妃呂（愛知ディオーネに移籍）

### く
- 久保夏葵（愛知ディオーネに移籍）

### さ
- 笹生なつみ（兵庫ディオーネに移籍）[6]
- 佐々木希（埼玉アストライアに移籍）

### し
- 白石美優（京都フローラに移籍）

### た
- 只埜榛奈（京都フローラに移籍）[7]

### つ
- 水流麻夏（埼玉アストライアに移籍）

### な
- 中嶋南美（京都フローラに移籍）

### に
- 西山小春（愛知ディオーネに移籍）

### ふ
- 古谷恵菜（兵庫ディオーネに移籍）

### ほ
- 星川あかり（京都フローラに移籍）

### ま
- 前田桜茄（京都フローラに移籍）
- 松村朱咲（埼玉アストライアに移籍）

### み
- みなみ（兵庫ディオーネに移籍）

### む
- 村松珠希（京都フローラに移籍）

### や
- 山口千沙季（埼玉アストライアに移籍）

### よ
- 吉田奈津（京都フローラに移籍）[8]